# Campo de Perseguição da Estação Aérea Naval
Naval Air Station Chase Field é uma antiga estação aérea naval localizada em Beeville, Texas . Foi nomeado para o Tenente Comandante Nathan Brown Chase, Naval Aviator #37, que morreu em 1925 enquanto desenvolvia técnicas de pouso de porta-aviões para a Marinha dos EUA . op popo po opop op po poop op opo op op oop po
Sete edifícios da estação estão listados individualmente no Registro Nacional de Lugares Históricos dos EUA: NAS Chase Field-Building 1001, NAS Chase Field-Building 1009, NAS Chase Field-Building 1015, NAS Chase Field-Building 1040, NAS Chase Field-Building 1042, NAS Chase Field-Quarters R, e NAS Chase Field-Quarters S.

## História
Originalmente em construção como Aeroporto Municipal de Beeville, foi alugado em 1943 pela Marinha dos Estados Unidos para satisfazer a crescente demanda por pilotos treinados necessários para a Segunda Guerra Mundial . Inicialmente não destinado a ser uma base permanente, fechou em julho de 1946. Em agosto de 1952, foi comprado pela Marinha para aliviar novamente o congestionamento na Estação Aérea Naval de Corpus Christi em preparação para a Guerra da Coréia . O treinamento a jato começou lá em 1954. Operou como Chase Field até 1968, quando foi redesignado como Naval Air Station completo para atender à demanda de treinamento de pilotos durante a Guerra do Vietnã . Foi encarregado de preparar os aviadores navais estudantis da Marinha dos EUA e do Corpo de Fuzileiros Navais dos EUA para serem pilotos de ataque em caças a jato baseados no mar e aeronaves de ataque. O treinamento para aviadores de jato estudantis selecionados da OTAN e dos Aliados também foi realizado no NAS Chase Field.
No início dos anos 1990, a Base Realignment and Closure Commission (BRAC) decidiu que o NAS Chase Field seria fechado. Na época de seu fechamento em 1993, abrigava o Training Air Wing Three ( código de cauda "C"), parte do Naval Air Training Command, com os esquadrões de treinamento VT-24 Bobcats, VT-25 Cougars e VT-26 Tigers pilotando os jatos de treinamento T-2C Buckeye e TA-4J Skyhawk II . A ala foi desativada em 31 de agosto de 1992, antes do fechamento da base. Após seu fechamento, a instalação foi reconstruída no Chase Field Industrial Complex .